# Kolë Idromeno
Kolë Idromeno, född 1860 i Shkodra, Albanien, död 1939, var en albansk konstnär, skulptör, fotograf, arkitekt och ingenjör.
Idromeno föddes i Shkodra och gick i lära hos Pjetër Marubi. Året 1876 vistades han i Venedig som elev vid konstakademin där. Därefter arbetade han i en konstverkstad. Hemkommen till Albanien 1878 sysselsatte han sig inom många konstnärliga yrken. Han var initiativtagaren till den första konstutställningen i Shkodra 1923 och fanns representerad på nationell nivå i Tirana 1931. Han startade en mycket verksam fotostudio och var först med att introducera film i Albanien 1912. Han brevväxlade bl.a. med filmpionjärerna bröderna Lumière. Idromenos mest kända verk är "Vår moder" och han är också ihågkommen som den förste landskapsmålaren i den moderna albanska konsten. Många av hans verk finns bevarad i en konstmuseum i Tirana.